# Savoia-Marchetti SM.75
Savoia-Marchetti SM.75 Marsupiale (wł.: torbacz) – włoski samolot transportowy i pasażerski, stosowany w lotnictwie cywilnym i wojskowym pod koniec lat 30. XX w. i w czasie II wojny światowej.

## Historia
Samolot SM.75 został skonstruowany przez głównego konstruktora wytwórni lotniczej Savoia-Marchetti, inż. Alessandro Marchetti w 2. połowie lat 30. XX wieku jako samolot pasażerski dla 24 - 30 pasażerów, przeznaczony dla włoskich linii lotniczych Ala Littoria. Prototyp wykonał swój pierwszy lot 6 listopada 1937 roku. Koncepcyjnie nawiązywał do wcześniejszej konstrukcji, samolotu SM.73, ale w odróżnieniu od niego miał podwozie chowane w locie. Początkowo samolot wyposażono w trzy silniki gwiazdowe Alfa Romeo 126 R.C.34, ale z powodu zbyt małej mocy wymieniono je na Piaggio P.XI R.C.40 i z tymi silnikami maszyna trafiła do produkcji seryjnej.
Ala Littoria zakupiła ogółem do obsługi ruchu pasażerskiego 38 samolotów SM.75. W 1939 roku jeden egzemplarz, wyposażony w mocniejsze silniki Pratt & Whitney Twin Wasp, powiększony kadłub i skrzydła o zmienionej konstrukcji, mieszczące powiększone zbiorniki paliwa, pozyskała dla nowo otwieranego połączenia z Natalem i Rio de Janeiro włoska linia Linee Aeree Transcontinentali Italiane (LATI). Samolot ten, wobec dokonanych zmian konstrukcyjnych, otrzymał oznaczenie SM.76.
Także w 1939 roku niewielką liczbę egzemplarzy zbudowano na licencji na Węgrzech. Były one wyposażone w silniki WM K-14 (węgierski wariant Gnôme-Rhone Mistral Major 14K) i użytkowane przez linie lotnicze Malert.
Od 1940 roku rozpoczęto produkcję zmilitaryzowanego wariantu SM.73bis z trzema silnikami Alfa Romeo 126 RC.18, usterzeniem od samolotu SM.82 i stanowiskiem strzeleckim na grzbiecie kadłuba. Wyprodukowano 11 maszyn tego wariantu.
Kolejnym, zbudowanym w liczbie czterech egzemplarzy, wariantem SM.75 był wodnosamolot SM.87 Idro z silnikami Fiat A.80. Początkowo używane w lotnictwie cywilnym, po wybuchu II wojny światowej zostały przekazane wojsku. Podobnie wszystkie samoloty włoskich linii lotniczych zostały przejęte przez Regia Aeronautica, otrzymując jednocześnie nazwę Marsupiale. Służyły one jako transportowe, obsługując wraz z innymi typami maszyn fronty grecki i afrykański. Jeden egzemplarz służył w Belgii w składzie Corpo Aereo Italiano jako osobisty samolot jego dowódcy, gen. Corso-Fougiera.
Po kapitulacji Włoch we wrześniu 1943 roku wszystkie SM.73, pozostające na terytoriach kontrolowanych wciąż przez III Rzeszę zostały przejęte przez Luftwaffe. Część z nich służyła potem w lotnictwie ANR, część pozostała w Niemczech. Samoloty, które przetrwały wojnę, służyły następnie w lotnictwie cywilnym do 1949 roku.
Samoloty węgierskie również zostały zmilitaryzowane po wybuchu II wojny światowej i służyły jako transportowe i w szkoleniu wojsk powietrznodesantowych.
Ogółem wyprodukowano 94 egzemplarze SM.75 wszystkich wariantów.

## Opis konstrukcji
Savoia-Marchetti SM.75 był trójsilnikowym samolotem pasażerskim (do 30 pasażerów) lub transportowym (24 żołnierzy z wyposażeniem) konstrukcji mieszanej o klasycznym podwoziu z kółkiem ogonowym, chowanym w locie. Maszyny wersji wojskowej SM.75bis miały na grzbiecie kadłuba wieżyczkę strzelecką z karabinem maszynowym Breda-SAFAT kal. 7,7 mm i dużą komorę ładunkową.